# Unidade Galega (coalició)
Unidade Galega (UG), va ser una coalició formada pel Partido Obreiro Galego, el Partido Socialista Galego i el Partit Galleguista l'any 1979.

## Història
La finalitat de la coalició era la defensa d'una autonomia semblant a la de Catalunya o el País Basc i aconseguir un grup nacionalista al Congrés dels Diputats que pogués negociar un bon Estatut d'Autonomia de Galícia. Tot i que a les eleccions generals de 1979 va tenir 58.391 vots (5,35%) no va aconseguir representació parlamentària. A les eleccions municipals de 1979 va tenir 68.758 vots (6,35%) i va aconseguir 141 regidors i la batllia de La Corunya per Domingos Merino.
Les diferències al si d'Unidade Galega sobre l'estratègia a seguir en el procés autonòmic i la diferent postura dels partits integrants sobre la conveniència d'entrar a la Comissió dels 16 (encarregada d'elaborar el projecte d'estatut) varen provocar la desaparició de la coalició al juliol de 1980. Alguns dels seus membres fundaren la Unidade por Narón. La majoria s'integrarien en el BNG en 1982.

## Eleccions
| Elecció                                 | Vots   | Percentatge | Regidors | Alcaldes |
| Eleccions municipals espanyoles de 1979 | 68.759 | 6,35%       | 141      | 9        |

| Elecció                               | Vots   | Percentatge | Diputats |
| Eleccions generals espanyoles de 1979 | 58.391 | 5,35%       | 0        |